# 2011-es Formula–1 olasz nagydíj
Az olasz nagydíj volt a 2011-es Formula–1 világbajnokság tizenharmadik futama, amelyet 2011. szeptember 9. és szeptember 11. között rendeztek meg az olaszországi Autodromo Nazionale Monzán, Monzában.

## Szabadedzések

### Első szabadedzés
Az olasz nagydíj első szabadedzését szeptember 9-én, pénteken délelőtt tartották.
| Helyezés | Versenyző          | Csapat/Motor         | Elért idő | Különbség | Futott kör |
| -------- | ------------------ | -------------------- | --------- | --------- | ---------- |
| 1        | Lewis Hamilton     | McLaren-Mercedes     | 1:23,865  | −         | 18         |
| 2        | Jenson Button      | McLaren-Mercedes     | 1:24,786  | +0,921    | 19         |
| 3        | Sebastian Vettel   | Red Bull-Renault     | 1:25,231  | +1,366    | 25         |
| 4        | Mark Webber        | Red Bull-Renault     | 1:25,459  | +1,594    | 24         |
| 5        | Adrian Sutil       | Force India-Mercedes | 1:26,550  | +2,685    | 23         |
| 6        | Vitalij Petrov     | Renault              | 1:26,625  | +2,760    | 20         |
| 7        | Fernando Alonso    | Ferrari              | 1:26,647  | +2,782    | 20         |
| 8        | Felipe Massa       | Ferrari              | 1:26,676  | +2,811    | 24         |
| 9        | Sergio Pérez       | Sauber-Ferrari       | 1:26,694  | +2,829    | 28         |
| 10       | Jaime Alguersuari  | Toro Rosso-Ferrari   | 1:26,696  | +2,831    | 15         |
| 11       | Michael Schumacher | Mercedes             | 1:26,699  | +2,834    | 21         |
| 12       | Nico Hülkenberg    | Force India-Mercedes | 1:26,826  | +2,961    | 21         |
| 13       | Rubens Barrichello | Williams-Cosworth    | 1:26,836  | +2,971    | 25         |
| 14       | Kobajasi Kamui     | Sauber-Ferrari       | 1:26,996  | +3,131    | 29         |
| 15       | Pastor Maldonado   | Williams-Cosworth    | 1:27,365  | +3,500    | 25         |
| 16       | Bruno Senna        | Renault              | 1:27,385  | +3,520    | 23         |
| 17       | Sébastien Buemi    | Toro Rosso-Ferrari   | 1:27,433  | +3,568    | 25         |
| 18       | Nico Rosberg       | Mercedes             | 1:27,492  | +3,627    | 24         |
| 19       | Heikki Kovalainen  | Lotus-Renault        | 1:29,539  | +5,674    | 10         |
| 20       | Karun Chandhok     | Lotus-Renault        | 1:30,148  | +6,283    | 19         |
| 21       | Daniel Ricciardo   | HRT-Cosworth         | 1:30,609  | +6,744    | 27         |
| 22       | Vitantonio Liuzzi  | HRT-Cosworth         | 1:30,619  | +6,754    | 24         |
| 23       | Timo Glock         | Virgin-Cosworth      | 1:31,052  | +7,187    | 12         |
| 24       | Jérôme d’Ambrosio  | Virgin-Cosworth      | 1:31,899  | +8,034    | 22         |

### Második szabadedzés
Az olasz nagydíj második szabadedzését szeptember 9-én, pénteken délután tartották.
| Helyezés | Versenyző          | Csapat/Motor         | Elért idő | Különbség | Futott kör |
| -------- | ------------------ | -------------------- | --------- | --------- | ---------- |
| 1        | Sebastian Vettel   | Red Bull-Renault     | 1:24,010  | −         | 37         |
| 2        | Lewis Hamilton     | McLaren-Mercedes     | 1:24,046  | +0,036    | 21         |
| 3        | Michael Schumacher | Mercedes             | 1:24,347  | +0,337    | 39         |
| 4        | Felipe Massa       | Ferrari              | 1:24,366  | +0,356    | 33         |
| 5        | Fernando Alonso    | Ferrari              | 1:24,433  | +0,423    | 31         |
| 6        | Mark Webber        | Red Bull-Renault     | 1:24,468  | +0,458    | 32         |
| 7        | Jenson Button      | McLaren-Mercedes     | 1:24,508  | +0,498    | 30         |
| 8        | Sergio Pérez       | Sauber-Ferrari       | 1:25,097  | +1,087    | 39         |
| 9        | Kobajasi Kamui     | Sauber-Ferrari       | 1:25,182  | +1,172    | 37         |
| 10       | Bruno Senna        | Renault              | 1:25,325  | +1,315    | 38         |
| 11       | Vitalij Petrov     | Renault              | 1:25,450  | +1,440    | 31         |
| 12       | Adrian Sutil       | Force India-Mercedes | 1:25,496  | +1,486    | 39         |
| 13       | Paul di Resta      | Force India-Mercedes | 1:25,683  | +1,673    | 37         |
| 14       | Jaime Alguersuari  | Toro Rosso-Ferrari   | 1:25,758  | +1,748    | 29         |
| 15       | Rubens Barrichello | Williams-Cosworth    | 1:26,202  | +2,192    | 36         |
| 16       | Pastor Maldonado   | Williams-Cosworth    | 1:26,353  | +2,343    | 40         |
| 17       | Sébastien Buemi    | Toro Rosso-Ferrari   | 1:28,347  | +4,337    | 5          |
| 18       | Jarno Trulli       | Lotus-Renault        | 1:28,559  | +4,549    | 32         |
| 19       | Heikki Kovalainen  | Lotus-Renault        | 1:28,605  | +4,595    | 32         |
| 20       | Timo Glock         | Virgin-Cosworth      | 1:28,804  | +4,794    | 25         |
| 21       | Vitantonio Liuzzi  | HRT-Cosworth         | 1:29,162  | +5,152    | 34         |
| 22       | Nico Rosberg       | Mercedes             | 1:29,184  | +5,174    | 29         |
| 23       | Jérôme d’Ambrosio  | Virgin-Cosworth      | 1:29,622  | +5,612    | 34         |
| 24       | Daniel Ricciardo   | HRT-Cosworth         | 1:29,841  | +5,831    | 7          |

### Harmadik szabadedzés
Az olasz nagydíj harmadik szabadedzését szeptember 10-én, szombaton délelőtt tartották.
| Helyezés | Versenyző          | Csapat/Motor         | Elért idő | Különbség | Futott kör |
| -------- | ------------------ | -------------------- | --------- | --------- | ---------- |
| 1        | Sebastian Vettel   | Red Bull-Renault     | 1:23,170  | −         | 18         |
| 2        | Mark Webber        | Red Bull-Renault     | 1:23,534  | +0,364    | 19         |
| 3        | Felipe Massa       | Ferrari              | 1:23,668  | +0,498    | 14         |
| 4        | Lewis Hamilton     | McLaren-Mercedes     | 1:23,741  | +0,571    | 17         |
| 5        | Jenson Button      | McLaren-Mercedes     | 1:23,787  | +0,617    | 16         |
| 6        | Nico Rosberg       | Mercedes             | 1:23,875  | +0,705    | 22         |
| 7        | Michael Schumacher | Mercedes             | 1:24,114  | +0,944    | 20         |
| 8        | Fernando Alonso    | Ferrari              | 1:24,133  | +0,963    | 14         |
| 9        | Adrian Sutil       | Force India-Mercedes | 1:24,543  | +1,373    | 21         |
| 10       | Paul di Resta      | Force India-Mercedes | 1:24,581  | +1,411    | 22         |
| 11       | Bruno Senna        | Renault              | 1:24,853  | +1,683    | 20         |
| 12       | Vitalij Petrov     | Renault              | 1:24,889  | +1,719    | 19         |
| 13       | Sergio Pérez       | Sauber-Ferrari       | 1:24,948  | +1,778    | 22         |
| 14       | Kobajasi Kamui     | Sauber-Ferrari       | 1:25,261  | +2,091    | 21         |
| 15       | Rubens Barrichello | Williams-Cosworth    | 1:25,319  | +2,149    | 19         |
| 16       | Jaime Alguersuari  | Toro Rosso-Ferrari   | 1:25,426  | +2,256    | 19         |
| 17       | Sébastien Buemi    | Toro Rosso-Ferrari   | 1:25,439  | +2,269    | 22         |
| 18       | Pastor Maldonado   | Williams-Cosworth    | 1:25,539  | +2,369    | 19         |
| 19       | Jarno Trulli       | Lotus-Renault        | 1:27,328  | +4,158    | 19         |
| 20       | Heikki Kovalainen  | Lotus-Renault        | 1:27,491  | +4,321    | 21         |
| 21       | Jérôme d’Ambrosio  | Virgin-Cosworth      | 1:28,186  | +5,016    | 23         |
| 22       | Vitantonio Liuzzi  | HRT-Cosworth         | 1:28,441  | +5,271    | 22         |
| 23       | Timo Glock         | Virgin-Cosworth      | 1:28,962  | +5,792    | 17         |
| 24       | Daniel Ricciardo   | HRT-Cosworth         | 1:30,316  | +7,146    | 16         |

## Időmérő edzés
Az olasz nagydíj időmérő edzését szeptember 10-én, szombaton futották.
| 1                     | Sebastian Vettel   | Red Bull-Renault     | 1:24,002 | 1:22,914 | 1:22,275   |
| 2                     | Lewis Hamilton     | McLaren-Mercedes     | 1:23,976 | 1:23,172 | 1:22,725   |
| 3                     | Jenson Button      | McLaren-Mercedes     | 1:24,013 | 1:23,031 | 1:22,777   |
| 4                     | Fernando Alonso    | Ferrari              | 1:24,134 | 1:23,342 | 1:22,841   |
| 5                     | Mark Webber        | Red Bull-Renault     | 1:24,148 | 1:23,387 | 1:22,972   |
| 6                     | Felipe Massa       | Ferrari              | 1:24,523 | 1:23,681 | 1:23,188   |
| 7                     | Vitalij Petrov     | Renault              | 1:24,486 | 1:23,741 | 1:23,530   |
| 8                     | Michael Schumacher | Mercedes             | 1:25,108 | 1:23,671 | 1:23,777   |
| 9                     | Nico Rosberg       | Mercedes             | 1:24,550 | 1:23,335 | 1:24,477   |
| 10                    | Bruno Senna        | Renault              | 1:24,914 | 1:24,157 | idő nélkül |
| 11                    | Paul di Resta      | Force India-Mercedes | 1:24,574 | 1:24,163 |            |
| 12                    | Adrian Sutil       | Force India-Mercedes | 1:24,595 | 1:24,209 |            |
| 13                    | Rubens Barrichello | Williams-Cosworth    | 1:24,975 | 1:24,648 |            |
| 14                    | Pastor Maldonado   | Williams-Cosworth    | 1:24,798 | 1:24,726 |            |
| 15                    | Sergio Pérez       | Sauber-Ferrari       | 1:25,113 | 1:24,845 |            |
| 16                    | Sébastien Buemi    | Toro Rosso-Ferrari   | 1:25,164 | 1:24,932 |            |
| 17                    | Kobajasi Kamui     | Sauber-Ferrari       | 1:24,879 | 1:25,065 |            |
| 18                    | Jaime Alguersuari  | Toro Rosso-Ferrari   | 1:25,334 |          |            |
| 19                    | Jarno Trulli       | Lotus-Renault        | 1:26,647 |          |            |
| 20                    | Heikki Kovalainen  | Lotus-Renault        | 1:27,184 |          |            |
| 21                    | Timo Glock         | Virgin-Cosworth      | 1:27,591 |          |            |
| 22                    | Jérôme d’Ambrosio  | Virgin-Cosworth      | 1:27,609 |          |            |
| 23                    | Daniel Ricciardo   | HRT-Cosworth         | 1:28,054 |          |            |
| 24                    | Vitantonio Liuzzi  | HRT-Cosworth         | 1:28,231 |          |            |
| 107%-os idő: 1:29,854 |                    |                      |          |          |            |

## Futam
Az olasz nagydíj futama szeptember 11-én, vasárnap rajtolt.
| helyezés | rajtszám | versenyző          | csapat/motor         | futott kör | idő/kiesés oka | rajthely | pont |
| -------- | -------- | ------------------ | -------------------- | ---------- | -------------- | -------- | ---- |
| 1        | 1        | Sebastian Vettel   | Red Bull-Renault     | 53         | 1:20:46,172    | 1        | 25   |
| 2        | 4        | Jenson Button      | McLaren-Mercedes     | 53         | +9,590         | 3        | 18   |
| 3        | 5        | Fernando Alonso    | Ferrari              | 53         | +16,909        | 4        | 15   |
| 4        | 3        | Lewis Hamilton     | McLaren-Mercedes     | 53         | +17,417        | 2        | 12   |
| 5        | 7        | Michael Schumacher | Mercedes             | 53         | +32,677        | 8        | 10   |
| 6        | 6        | Felipe Massa       | Ferrari              | 53         | +42,993        | 6        | 8    |
| 7        | 19       | Jaime Alguersuari  | Toro Rosso-Ferrari   | 52         | +1 kör         | 18       | 6    |
| 8        | 15       | Paul di Resta      | Force India-Mercedes | 52         | +1 kör         | 11       | 4    |
| 9        | 9        | Bruno Senna        | Renault              | 52         | +1 kör         | 10       | 2    |
| 10       | 18       | Sébastien Buemi    | Toro Rosso-Ferrari   | 52         | +1 kör         | 16       | 1    |
| 11       | 12       | Pastor Maldonado   | Williams-Cosworth    | 52         | +1 kör         | 14       |      |
| 12       | 11       | Rubens Barrichello | Williams-Cosworth    | 52         | +1 kör         | 13       |      |
| 13       | 20       | Heikki Kovalainen  | Lotus-Renault        | 51         | +2 kör         | 20       |      |
| 14       | 21       | Jarno Trulli       | Lotus-Renault        | 51         | +2 kör         | 19       |      |
| 15       | 24       | Timo Glock         | Virgin-Cosworth      | 51         | +2 kör         | 21       |      |
| hn       | 22       | Daniel Ricciardo   | HRT-Cosworth         | 39         | +14 kör        | 23       |      |
| ki       | 17       | Sergio Pérez       | Sauber-Ferrari       | 32         | váltóhiba      | 15       |      |
| ki       | 16       | Kobajasi Kamui     | Sauber-Ferrari       | 21         | váltóhiba      | 17       |      |
| ki       | 14       | Adrian Sutil       | Force India-Mercedes | 9          | hidraulika     | 12       |      |
| ki       | 2        | Mark Webber        | Red Bull-Renault     | 4          | baleset        | 5        |      |
| ki       | 25       | Jérôme d’Ambrosio  | Virgin-Cosworth      | 1          | váltóhiba      | 22       |      |
| ki       | 10       | Vitalij Petrov     | Renault              | 0          | baleset        | 7        |      |
| ki       | 8        | Nico Rosberg       | Mercedes             | 0          | baleset        | 9        |      |
| ki       | 23       | Vitantonio Liuzzi  | HRT-Cosworth         | 0          | baleset        | 24       |      |

## A világbajnokság állása a verseny után
| H   | Versenyzők         | Pont | H   | Konstruktőrök        | Pont |
| --- | ------------------ | ---- | --- | -------------------- | ---- |
| 1.  | Sebastian Vettel   | 284  | 1.  | Red Bull-Renault     | 451  |
| 2.  | Fernando Alonso    | 172  | 2.  | McLaren-Mercedes     | 325  |
| 3.  | Jenson Button      | 167  | 3.  | Ferrari              | 254  |
| 4.  | Mark Webber        | 167  | 4.  | Mercedes GP          | 108  |
| 5.  | Lewis Hamilton     | 158  | 5.  | Renault              | 70   |
| 6.  | Felipe Massa       | 82   | 6.  | Force India-Mercedes | 36   |
| 7.  | Nico Rosberg       | 56   | 7.  | Sauber-Ferrari       | 35   |
| 8.  | Michael Schumacher | 52   | 8.  | Toro Rosso-Ferrari   | 29   |
| 9.  | Vitalij Petrov     | 34   | 9.  | Williams-Cosworth    | 5    |
| 10. | Nick Heidfeld      | 34   | 10. | Lotus-Renault        | 0    |

(A teljes táblázat)

## Statisztikák
Vezető helyen:
- Fernando Alonso : 4 kör (1-4)
- Sebastian Vettel : 49 kör (5-53)

Sebastian Vettel 18. győzelme, 25. pole pozíciója, Lewis Hamilton 11. leggyorsabb köre.
- Red Bull 23. győzelme.